# Liste der Biografien/Schneider, C
Liste der Biografien |
Portal Biografien |
C Personensuche
# |
A |
B |
C |
D |
E |
F |
G |
H |
I |
J |
K |
L |
M |
N |
O |
P |
Q |
R |
S |
T |
U |
V |
W |
X |
Y |
Z |
?
 
Sa |
Sb |
Sc |
Sd |
Se |
Sf |
Sg |
Sh |
Si |
Sj |
Sk |
Sl |
Sm |
Sn |
So |
Sp |
Sq |
Sr |
Ss |
St |
Su |
Sv |
Sw |
Sy |
Sz
 
Sca–Sce |
Sch |
Sci–Scz
 
Scha |
Schc |
Schd |
Sche |
Schg |
Schi |
Schj |
Schk |
Schl |
Schm |
Schn |
Scho |
Schp |
Schr |
Schs |
Scht |
Schu |
Schv |
Schw |
Schy
 
Schna |
Schne |
Schni |
Schno |
Schnu |
Schny
 
Schneb |
Schnec |
Schned |
Schnee |
Schneg |
Schneh |
Schnei |
Schnek |
Schnel |
Schnep |
Schner |
Schnet |
Schneu |
Schnew |
Schney |
Schnez
 
Schneib |
Schneic |
Schneid |
Schneie |
Schneik |
Schneis |
Schneit
 
Schneida |
Schneide |
Schneidh |
Schneidl |
Schneidm |
Schneidr |
Schneidt
 
Schneidem |
Schneiden |
Schneider |
Schneidew
 
Schneider, A |
Schneider, B |
Schneider, C |
Schneider, D |
Schneider, E |
Schneider, F |
Schneider, G |
Schneider, H |
Schneider, I |
Schneider, J |
Schneider, K |
Schneider, L |
Schneider, M |
Schneider, N |
Schneider, O |
Schneider, P |
Schneider, R |
Schneider, S |
Schneider, T |
Schneider, U |
Schneider, V |
Schneider, W |
Schneider, Y |
Schneiderb |
Schneidere |
Schneiderf |
Schneiderh |
Schneiderl |
Schneiderm |
Schneidero |
Schneiders |
Schneiderw
Die Liste der Biografien führt alle Personen auf, die in der deutschsprachigen Wikipedia einen Artikel haben. Dieses ist eine Teilliste mit 42 Einträgen von Personen, deren Namen mit den Buchstaben „Schneider, C“ beginnt.

## Schneider, C

### Schneider, Ca
- Schneider, Camillo Karl (1876–1951), deutscher Botaniker, Gartenarchitekt und Schriftsteller
- Schneider, Carl (1804–1868), deutscher Jurist und Abgeordneter
- Schneider, Carl (1817–1875), deutscher Orgelbauer in Siebenbürgen
- Schneider, Carl (1870–1943), deutscher baptistischer Theologe und Schriftsteller
- Schneider, Carl (1891–1946), deutscher Psychiater und Hochschullehrer
- Schneider, Carl (1900–1977), deutscher Theologe, Religionswissenschaftler, Psychologe und Kulturwissenschaftler
- Schneider, Carl (1902–1964), deutscher Landwirt und Tierzüchter
- Schneider, Carlos (1889–1932), Schweizer Maler
- Schneider, Carola (* 1972), österreichische Journalistin
- Schneider, Caroline (* 1973), deutsche Tennisspielerin
- Schneider, Caroline (* 1984), deutsche Theater- und Filmschauspielerin
- Schneider, Carsten (* 1976), deutscher Politiker (SPD), MdB, BundesumweltministerCarsten Schneider (* 1976)

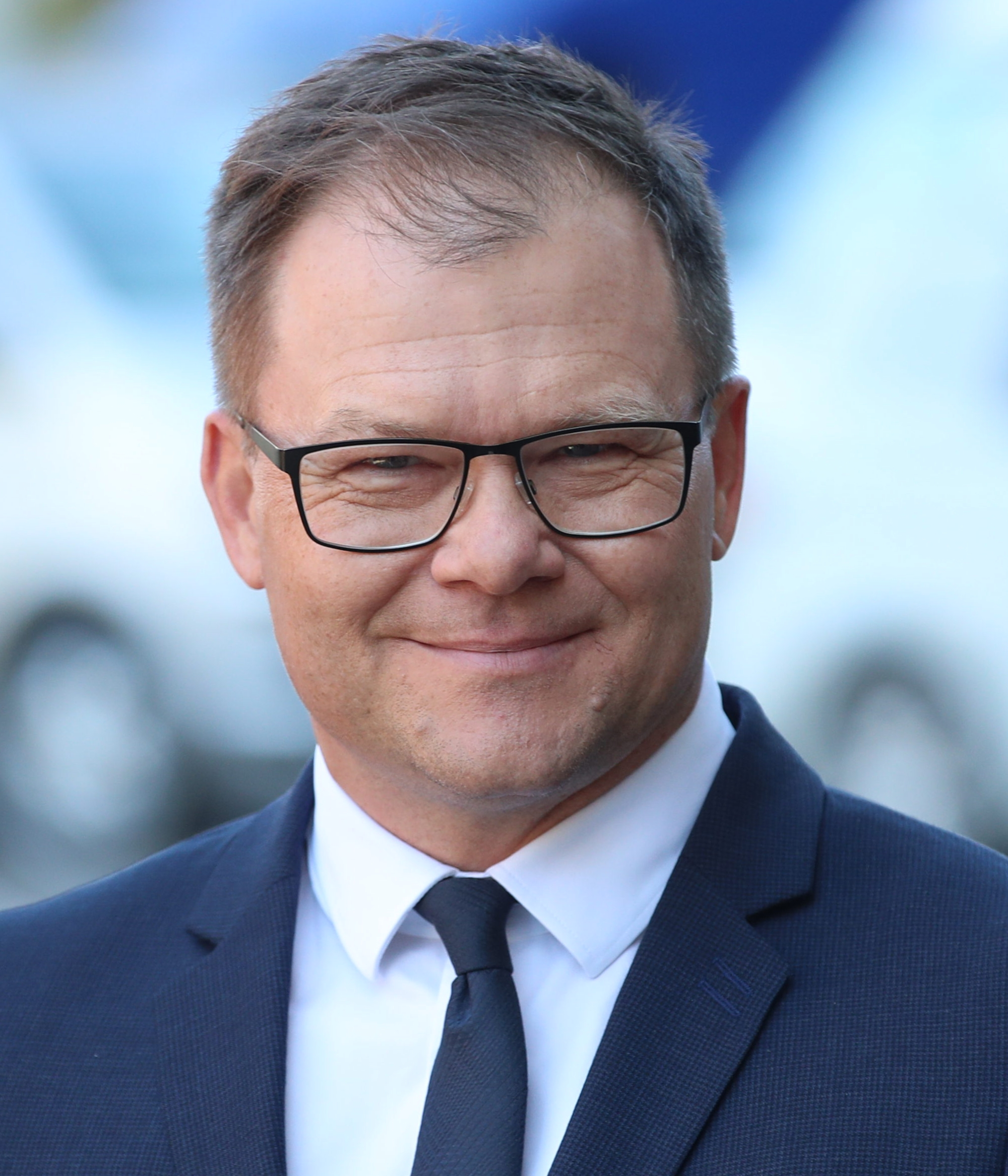
Carsten Schneider (* 1976)

- Schneider, Catharina (1856–1918), russische Russisch-Lehrerin der Romanow-Familie

### Schneider, Ce
- Schneider, Ceslaus Maria (1840–1908), deutscher katholischer Theologe

### Schneider, Ch
- Schneider, Charles Conrad (1843–1916), US-amerikanischer Ingenieur
- Schneider, Charlotte (1876–1942), Opfer des Holocaust
- Schneider, Christian (1887–1972), deutscher Manager und Chemiker
- Schneider, Christian (1896–1962), deutscher Redakteur, Übersetzer und nachrichtendienstlicher Kurier in der Schweiz
- Schneider, Christian (* 1951), deutscher Kulturwissenschaftler
- Schneider, Christian (* 1962), deutscher Musiker, Arrangeur, Komponist und Musikproduzent
- Schneider, Christian (* 1964), deutscher politischer Beamter
- Schneider, Christian (* 1974), deutscher Germanist
- Schneider, Christian Immo (* 1935), deutscher Germanist, Komponist und Hochschullehrer
- Schneider, Christian Jakob von (1772–1829), deutscher Schriftsteller und Verleger
- Schneider, Christian Wilhelm (1678–1725), deutscher Pfarrer und Gründer eines Waisenhauses in Esens
- Schneider, Christiane (* 1948), deutsche Politikerin (Die Linke), MdHB
- Schneider, Christine, deutsche Redakteurin und Moderatorin
- Schneider, Christine (* 1972), deutsche Politikerin (CDU), MdEP
- Schneider, Christine (* 1990), deutsche Fußballspielerin
- Schneider, Christoph (1775–1816), deutscher Grebe und Abgeordneter
- Schneider, Christoph (* 1963), deutscher Chemiker
- Schneider, Christoph (* 1965), deutscher Geograph
- Schneider, Christoph (* 1966), deutscher Musiker, Schlagzeuger der Band RammsteinChristoph Schneider (* 1966)

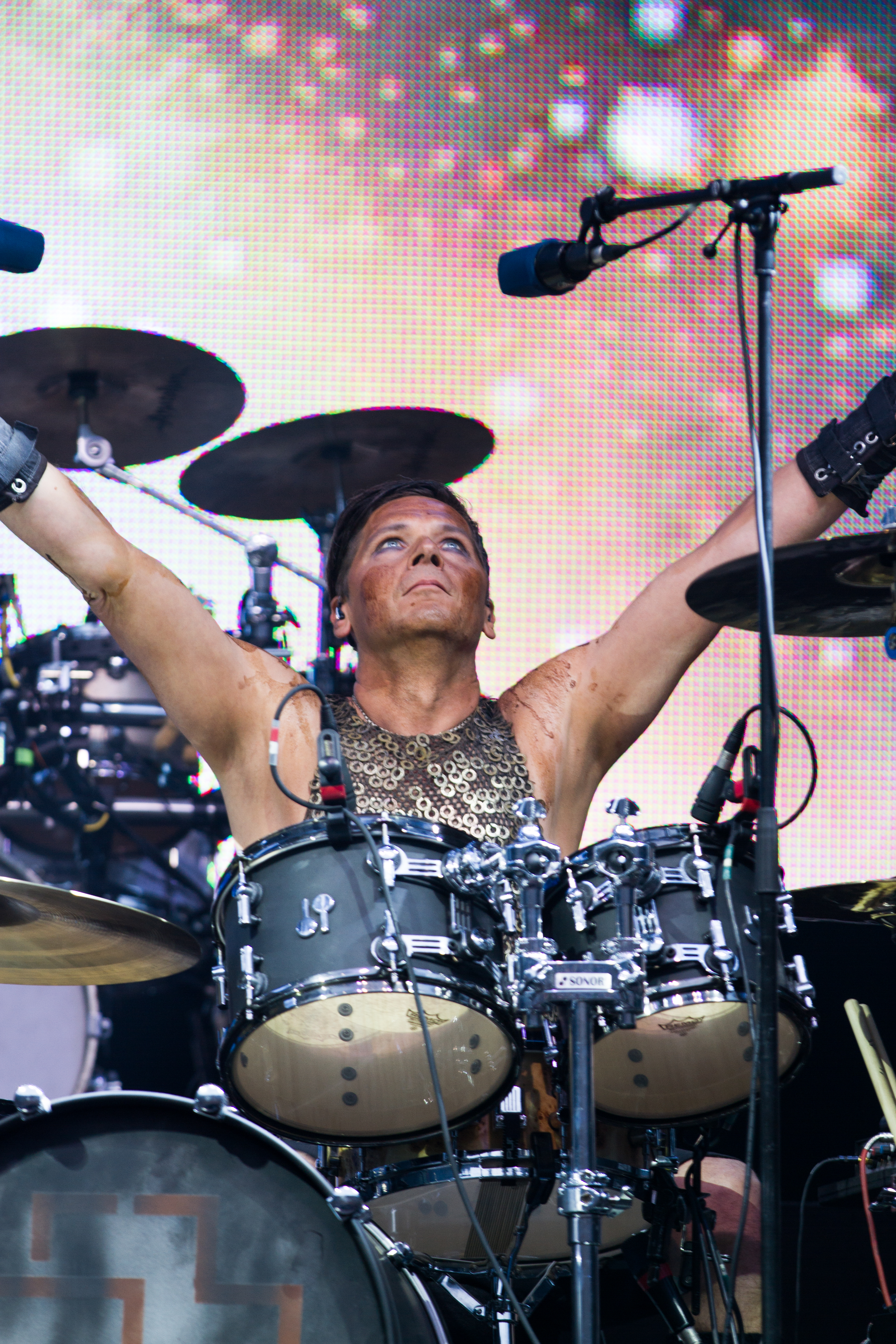
Christoph Schneider (* 1966)

### Schneider, Cl
- Schneider, Clara (* 2004), deutsche Radsportlerin
- Schneider, Claudine (* 1947), US-amerikanische Politikerin
- Schneider, Claus M. (* 1958), deutscher Physiker
- Schneider, Clemens (1916–2002), deutscher Pädagoge und Schriftsteller
- Schneider, Clemens Diederik Hendrik (1832–1925), niederländischer Generalleutnant und Politiker

### Schneider, Co
- Schneider, Conrad Michael (1673–1752), deutscher Komponist, Organist und Kirchenmusikdirektor
- Schneider, Corinne (* 1962), Schweizer Leichtathletin
- Schneider, Cory (* 1986), US-amerikanisch-schweizerischer Eishockeytorwart

### Schneider, Cy
- Schneider, Cybèle (* 1996), Schweizer Triathletin und Radsportlerin